# Vladimír Klimeš
Vladimír Klimeš (* 1. července 1925) byl slovenský a československý lékař, politik Veřejnosti proti násilí a poslanec Sněmovny lidu Federálního shromáždění po sametové revoluci.

## Biografie
K roku 1990 je profesně uváděn jako klinický onkolog. V roce 1989 patřil mezi zakladatele koordinačního a informačního centra hnutí Veřejnost proti násilí v Popradě.
V lednu 1990 zasedl v rámci procesu kooptací do Federálního shromáždění po sametové revoluci do Sněmovny lidu (volební obvod č. 191 - Poprad, Východoslovenský kraj) jako bezpartijní poslanec (respektive poslanec za hnutí Veřejnost proti násilí). Ve Federálním shromáždění setrval do konce funkčního období, tedy do svobodných voleb roku 1990.